# Vriesea taritubensis
Vriesea taritubensis är en gräsväxtart som beskrevs av Edmundo Pereira och I.A.Penna. Vriesea taritubensis ingår i släktet Vriesea och familjen Bromeliaceae. Inga underarter finns listade i Catalogue of Life.